# Brahman
Den här artikeln handlar om världssjälen inom hinduismen.
För den indiska kasten, se Brahmin. För den brasilianska ölsorten, se Brahma (öl).
Brahman (sanskrit: 'helig formel, bön') är ett centralt begrepp inom hinduismen och indisk filosofi. Brahman är "världssjälen" – det stora världsalltet, den gudomliga verkligheten – i vilken den egna själen, atman, försöker uppgå. Kommer man till brahman så har man vunnit atmans sanna värde. När en människa har svårt för att fatta beslut i en fråga, eller saknar fokus och koncentrationsförmåga, så sägs det att det är atman som försöker segra över den större och mäktigare brahman.
Vissa hinduiska skolor, främst Advaita, menar emellertid att ingenting – ej heller atman – någonsin är åtskilt från brahman. Enligt advaitavadin, alltså bekännare av Advaita, är människosjälen istället alltid identisk med brahman, dock tidvis fängslad i en fysisk kropp. Den materiella världen är då endast ett bländverk (maya), en på felande insikt grundad sinnesvilla.
Inom hinduismen är det varje hindus mål att nå "moksha" – att lösgöra sig från världskretsloppet och bryta den ständigt pågående cykeln av födelse, död och återfödelse – och istället uppgå i brahman. Denna förening med brahman kan enligt hinduismen infinna sig när man genom goda handlingar i jordelivet uppnått tillräckligt hög karma, genom att arbeta av dharma.